# ابوخالد کابلی
ابوخالد کابلی (ملقب به کنکر) از یاران  علی بن الحسین (سجاد) امام چهارم شیعیان ؛ و از جمله نزدیکترین شیعیان به او بود.
وی از اهالی کابل بود که به حجاز مسافرت کردو از طرفداران محمد بن حنفیه به شمار می رفت،ولی با راهنمایی یحیی بن أم طویل خدمت زین العابدین رسید و شیفته وی شد و به امامت ایشان اعتراف کرد.

## لقب
عنوان کَنکَر، لقبی بود که مادرش در سن کودکی به او داده بود، اما عمده شهرت وی بدین لقب، به زمان علی ابن الحسین بر میگردد که او را به این لقب خواند. 

## تغییر عقیده در مورد امامت
از زندگی وی برمی‌آید که ابوخالد پس از حسین ابن علی، در ابتدا معتقد به امامت محمد بن حنفیه بود، ولی با توجه به با راهنمایی و اصرار یحیی بن ام طویل، به دیدار سجاد(امام چهارم شیعیان) رسید و چون سجاد او را با نام دوران کودکیش (کنکر) خطاب کرد، بر امامت سجاد یقین آورد و در زمره صحابه نزدیک امام چهارم شیعیان درآمد.

## جایگاه ابوخالد در نزد اهل بیت
او چنان به اهل بیت نزدیک شد که او را باب و یکی از ثقات و حواریون سجاد (امام چهارم شیعیان) دانسته‌اند. جعفر صادق در مورد او می‌گوید:«پس از حادثه خونین عاشورا، جز سه تن بیشتر مردم از دین دست کشیدند. این افراد عبارت‌اند از: ابوخالد کابلی، یحیی بن ام طویل، جبیر بن مطعم. سپس مردم به تدریج به آنان پیوسته و به امامت معصومین معتقد شدند.» 

## اوضاع سیاسی و اجتماعی در دوره او
بنابر روایتی در آغاز امامت حسین بن علی، وضع به گونه‌ای شده که اکثر مردم از اطراف خاندان پیامبر اسلام پراکنده شده و تنها چند نفر در کنار ایشان بودند. این دوره مصادف با حکومت حجاج بن یوسف بود و به همین دلیل شیعیان هیچ گونه امنیتی نداشتند. فضل بن شاذان، ابو خالد را یکی از پنج تنی می‌شمارد که در اوایل امامت حسین بن علی از شیعیان حسین به شمار می‌آمدند.
ابوخالد نیز مدتها از دست حجاج متواری بود و در نهایت به مکه رفت تا در آنجا از امویان در امان بماند. پس از درگذشت سجاد، وی در زمره یاران جعفر صادق قرار گرفت.
از ابو خالد حدود هشتاد روایت درباره اعتقادات، اخلاق، تاریخ، مهدویت، تفسیر و... نقل شده‌است.

## استادان
ابوخالد کابلی بیشتر عمر خود را در مدینه از سال ۶۱ تا سال ۱۱۴، از استادان بزرگی چون علی بن حسین، محمد باقر و جعفر صادق دانش آموخت. بیشتر روایات ابوخالد از امام پنجم و ششم شیعیان است.

## شاگردان
برخی از کسانی که از ابوخالد روایت نقل کرده‌اند، عبارتند از:
- ابی حمزه ثمالی
- ابن عماره
- ابن ابوایوب
- بشر الکناسی
- اسماعیل بن جابر
- جمیل بن صالح
- حسین بن سلمة
- حمید بن صالح
- سدیر صیرفی
- سعید بن جبیر
- عبدالحمید طائی
- عبدالله بن فضل
- محمد بن حمران
- میسر بن عبدالعزیز نخعی
- معمر بن یحیی بن سام
- منصور بن یونس